# 満福寺 (大垣市)
満福寺（まんぷくじ）は岐阜県大垣市墨俣町にある真宗大谷派の寺院で、山号を金足山、院号を熊谷院を称する。「墨俣御坊」として周辺の真宗大谷派寺院を末寺としていた。

## 沿革
平安時代に天台宗の寺院として創建されたが、嘉禎元年（1235年）に熊谷直実猶子の熊谷直照が出家して住持となり祐照を名乗った。
このころの寺は門間庄足近（現在の羽島市足近町）にあった。
その後、熊谷氏が代々住持を務め、戦国時代には祐鎮が長島合戦に参加して戦死している。その後、天正年間に墨俣へと移転した。

## 文化財
寺内には熊谷直実所縁の品々を収めた熊谷堂がある。